# Kate & Mim-Mim
Kate y Mim-Mim (Kate and Mim-Mim) es una serie de televisión animada para preescolar producida por Nerd Corps Entertainment y Disney Junior Original. La serie se estrenó de aires a as 8:00 p. m. ET/PT tiempo en 19 de diciembre de 2014 en Disney Junior se estrenó en los Estados Unidos.
La serie está protagonizada por Kate, una niña de cinco años de edad, y su conejo de peluche favorito.